# Skye Blue
Skye Blue (Morristown, Nueva Jersey; 30 de julio de 1961) es una actriz pornográfica y directora estadounidense. Es presidenta y CEO de la compañía de cine para adultos, Platinum Blue Productions. En 2008, ingresó en el AVN Hall of Fame.
En 1994, Blue conoció a la actriz porno Summer Cummings, y mantuvieron una relación lésbica, que duró varios años. Frente a las cámaras realizaron juntas muchos filmes mientras duró la relación, e incluso lanzaron una página web juntas. Su relación personal y comercial terminó en 2005.

## Apariciones en TV y radio
Blue ha hecho numerosos cameos en varios programas de televisión y radio tanto dentro como fuera de los Estados Unidos, incluyendo The Jerry Springer Show, The Jenny Jones Show, y The Howard Stern Radio Show.